# Virginio Retali
Virginio Retali (Marciana Marina, 24 novembre 1853 – Milano, 5 maggio 1930) è stato un matematico italiano.

## Biografia
Figlio di Ferdinando e di Effisia Salustri, dopo gli studi liceali si iscrive alla Facoltà di Scienze dell'Università di Pisa, laureandosi in scienze fisiche e matematiche nel 1874. Quindi, passa all'insegnamento nelle scuole pubbliche di varie città italiane, fra cui Alessandria, Como, Venezia e Milano, durante il quale, però, non abbandona gli studi e la ricerca in matematica, fin quando, con le pubblicazioni (perlopiù in geometria, in particolare sulla geometria del triangolo) che ha in attivo, vince, nel 1888, un concorso a professore straordinario di geometria proiettiva e descrittiva presso l'Università di Bologna e, nel 1889, il premio ministeriale della R. Accademia dei Lincei.
Socio della Mathesis, in cui svolse pure incarichi organizzativi e direttivi, fu attivo collaboratore dell'Enciclopedia delle Matematiche Elementari e Complementi. Fu anche vice-direttore della rivista di matematiche elementari e superiori Le Matematiche pure ed applicate, fondata e diretta da Cristoforo Alasia, e principalmente rivolta alla formazione e all'aggiornamento degli insegnanti di matematica. 